# Giuseppe Longo
Giuseppe Longo (Messina, 31 maggio 1910 – Roma, 23 ottobre 1995) è stato un giornalista e scrittore italiano.

## Biografia
Suo padre, Pietro Longo, era giornalista (alla memoria di Pietro Longo è stata dedicata una strada della città).
Giuseppe Longo ha fatto gli studi classici al Liceo Maurolico, si è poi iscritto alla Facoltà di Giurisprudenza dell'Università di Messina.
Ha esordito nel lavoro giornalistico a 17 anni alla Gazzetta di Messina, dove rimase fino al 1939. Passò poi a Il Messaggero di Roma come redattore della pagina letteraria. È stato redattore capo de Il Resto del Carlino di Bologna dal 1941 fino all'8 settembre 1943. Nel 1945 redattore capo del quotidiano romano L'Indipendente (giornale legato a Ivanoe Bonomi), dal 1947 al 1949 redattore capo de Il Giornale d'Italia. Dalla fine del 1949 al 28 febbraio 1953 ha diretto il Giornale dell'Emilia. Nel 1954 ha diretto Il Momento, quotidiano di Roma, e dal 1960 al 1967 Il Gazzettino di Venezia.
Ha fondato nel 1955 e ne è stato direttore, de L'Osservatore politico letterario, rivista mensile cui hanno collaborato diversi esponenti della cultura italiana di quegli anni. La rivista ha pubblicato diversi inediti e carteggi. Accanto alla rivista ha pubblicato una serie di Quaderni.
È stato tra il 1960 e il 1967 presidente della sezione italiana dell'Istituto internazionale della Stampa (di Ginevra), e presidente del Centro italiano di studi del Diritto (Cidis). Presidente della Fondazione del Vittoriale.
Ha fondato e diretto negli anni cinquanta, per l'editore Cappelli, la collana L'Ippocampo, che ha pubblicato scritti di Valgimigli, Marchesi, Trompeo, Cardarelli, Bartolini, Giusso, ecc. È stato presidente negli anni settanta della Pan Editrice di Milano, per cui ha curato soprattutto la collana "Il Timone".

## Opere

### Narrativa
- Giuseppe Longo, La collina di Pic, Messina, La Sicilia, 1938.
- Giuseppe Longo, I giorni di prima, Bologna, Cappelli, 1952.
- Giuseppe Longo, Nuvole e cavalli, Bologna, Cappelli, 1954.
- Giuseppe Longo, Cronache di Torriana, Milano, Ceschina, 1956.
- Giuseppe Longo, I vostri amori, Bologna, Cappelli, 1959.
- Giuseppe Longo, La Sicilia è un'isola, Milano, Martello, 1962.
- Giuseppe Longo, L'isola perduta, Milano, Mursia, 1970.
- Giuseppe Longo, Il giuoco delle ipotesi, Milano, Martello, 1971.

### Saggistica
- Giuseppe Longo, Acquaforte, Messina, La Sicilia, 1933.
- Giuseppe Longo, Le carte della democrazia, Bologna, Cappelli, 1955.
- Giuseppe Longo, La libertà bussa alla porta, Roma, Centro editoriale, 1956.
- Giuseppe Longo, Foglietti e pianete, Bologna, Cappelli, 1958.
- Giuseppe Longo, Personaggi e interpreti, Milano, Martello, 1963.
- Giuseppe Longo, Il tempo e il luogo, Milano, Rizzoli, 1967.
- Giuseppe Longo, Arroganza del progresso impotenza del potere, Milano, Pan Editrice, 1972.
- Giuseppe Longo, Italia dove?, Milano, Pan Editrice, 1976.
- Giuseppe Longo, La rivolta morale, Milano, Pan editrice, 1978.
- Giuseppe Longo, Il Belli tascabile: 210 sonetti scelti e annotati da G.L. con un saggio introduttivo, Milano, Pan editrice, 1978.
- Giuseppe Longo, Le statue parlanti, Milano, Pan editrice, 1980.

### Poesia
- Giuseppe Longo, Quarantuno, Milano, Martello, 1964.
- Giuseppe Longo, Quartiere lombardo, Milano, Martello, 1966.
- Giuseppe Longo, La seconda pelle, Milano, L'OP.L., 1971.
- Giuseppe Longo, L'inutile dolore, Milano, Scheiwiller, 1975.
- Giuseppe Longo, Il lungo giorno, Milano, Pan editrice, 1981.

## Onorificenze e riconoscimenti
- Nel 1961 ha vinto il Premiolino per l'articolo "La parte all'Italia"[4].
- Nel 1971 ha vinto il Premio Nazionale Letterario Pisa, Poesia.[5]